# Волгоград Арена
«Волгогра́д Аре́на» — футбольный стадион международного класса, построенный в Волгограде к чемпионату мира по футболу 2018 года. Арена возведена на месте бывшего Центрального стадиона на берегу Волги, у подножия Мамаева кургана, в Центральном районе на проспект Ленина 76.
На стадионе прошли четыре матча группового этапа чемпионата мира. После чемпионата сооружение является основным стадионом футбольного клуба «Ротор» и многофункциональным комплексом для проведения различных массовых мероприятий.
По итогам народного голосования на сайте на портале StadiumDB «Волгоград Арена» была выбрана лучшим стадионом 2018 года в мире.

## Описание

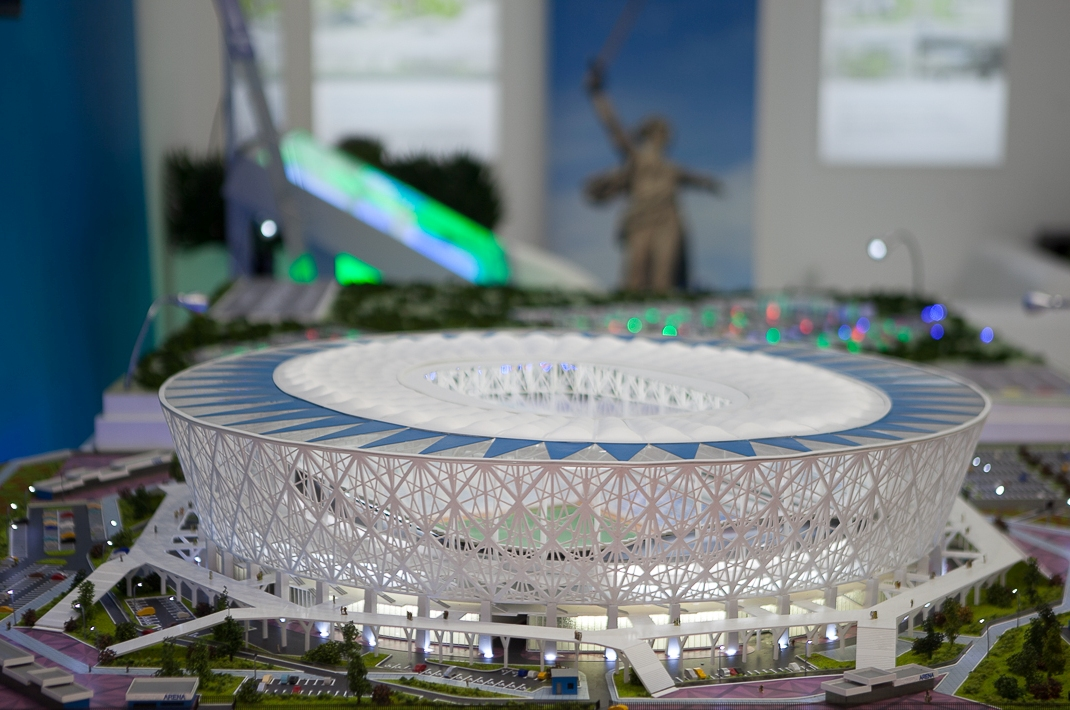
Модель стадиона

Проектирование арены выполнило московское ФГУП «Спорт-Инжиниринг», выигравшее открытый конкурс.
Архитектурную концепцию и проект стадиона разработал проектный институт «Арена».
Генеральным подрядчиком строительства было АО «Стройтрансгаз».
Общая стоимость проекта, включая собственно строительные работы, сперва оценивалась местными властями в 10 миллиардов рублей. В октябре 2014 года предварительная стоимость возведения волгоградского стадиона к ЧМ-2018 повысилась до 17 млрд рублей.
Вместимость стадиона составляет 45 тысяч мест, включая 2 280 мест для прессы и 640 VIP-мест, 460 мест для представителей маломобильных групп населения. Размер футбольного поля 105 м х 67 м. Покрытие натуральное.
Высота сооружения — 49,5 метров — определена габаритами чаши стадиона и расчётной геометрией конструкций перекрытия.
Фасады стадиона выполнены в форме опрокинутого усечённого конуса и образованы сетчатой ажурной конструкцией. Коническое, сужающееся к низу формообразование фасадов обусловлено необходимостью максимально компактного размещения стадиона на участке. Свесы верхних частей служат навесами над входами в стадион и обеспечивают дополнительный комфорт для входящих зрителей. Высота конструкции фасадов равна 42,3 м. Конструкция фасадов представляет собой диагональную сетчатую несущую структуру, основные несущие элементы которой пересекаются между собой и соединены вверху с окаймляющей металлической балкой. Диаметр верха фасада равен 290 м, а диаметр основания составляет 262 м. Диагональными элементами создаётся вогнутая форма поверхности конструкции и, тем самым обеспечивается необходимый художественный эффект. Пересекающиеся диагональные элементы создают между собой замкнутые ромбовидные формы, которые различаются между собой размерами по высоте и ширине. Внутри ромбовидные формы делятся на ещё более мелкие элементы, для создания необходимой архитектурной композиции. С внутренней стороны несущих конструкций вертикального покрытия устанавливается металлическая сетка с мелкой ячейкой из нержавеющей стали.
На 3 метра ниже стальной оболочки фасада по периметру стадиона устроена пешеходная эстакада для распределения потоков зрителей и устройства круговой пешеходной связи. Пешеходная эстакада в плане с помощью широкого пандуса и восьми лестниц образовывается в пятиконечную звезду и далее передаёт смысловую отсылку к военному прошлому города на генеральный план участка стадиона.
Для создания символов и образов героического прошлого города пешеходные дорожки и проезды вокруг стадиона образовывают красную звезду с окантовкой и в совокупности с остальными проездами повторяют образ ордена Победы. Мощение выполняется красной, жёлтой и розовой тротуарной плиткой.
Приёмы архитектурной выразительности, применённые в проекте стадиона, позволили создать уникальный образ, связанный с Победой и отсылающий к героическому прошлому города Волгограда и всей страны.

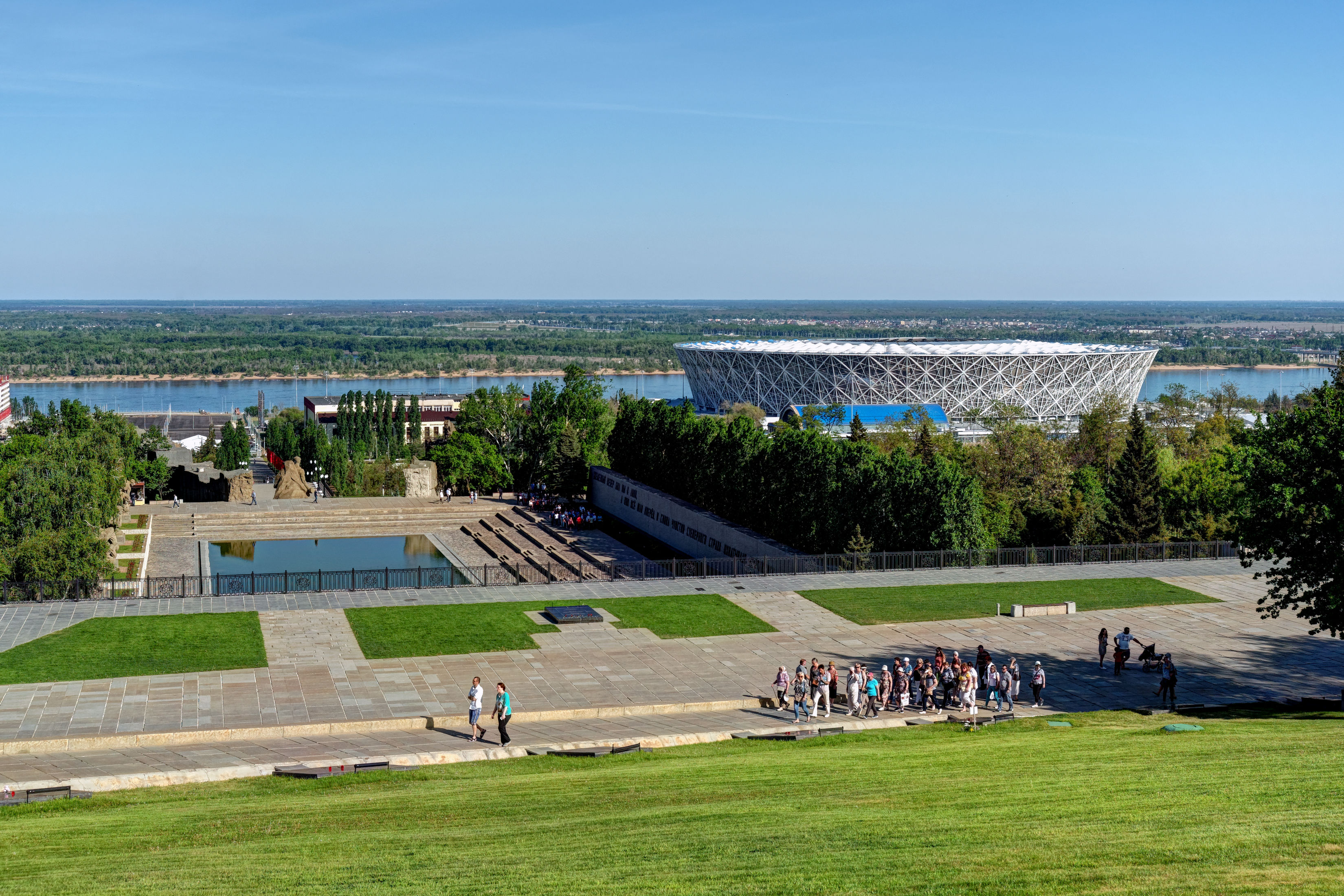

Стадион запроектирован с открытой игровой зоной, над всеми зрительскими местами предусмотрено покрытие, конструктивно решённое по схеме «велосипедное колесо» из вантовых ферм. Конструктивная схема с применением вант выбрана как наиболее рациональная пространственно и по расходу металла.
Подтрибунные фойе — не отапливаемые. Служебные помещения, вспомогательные помещения, помещения VIP зон обогреваются, что позволяет создать необходимый комфорт для персонала, игроков и зрителей.
Стадион оборудован 42 лифтами, 24 из них приспособлены под нужды инвалидов. На арене предусмотрены подъёмники, пандусы и турникеты для маломобильных зрителей. Отдельный сектор арены специально оборудован для людей с ограниченными возможностями. Кроме того, на стадионе болельщикам предоставляются такие сервисы, как навигационная и информационная поддержка от волонтёров, пункт регистрации детей, хранение детских колясок, бюро находок, камера хранения, аудио-описательное комментирование для слабовидящих и незрячих болельщиков.

## Ход строительства

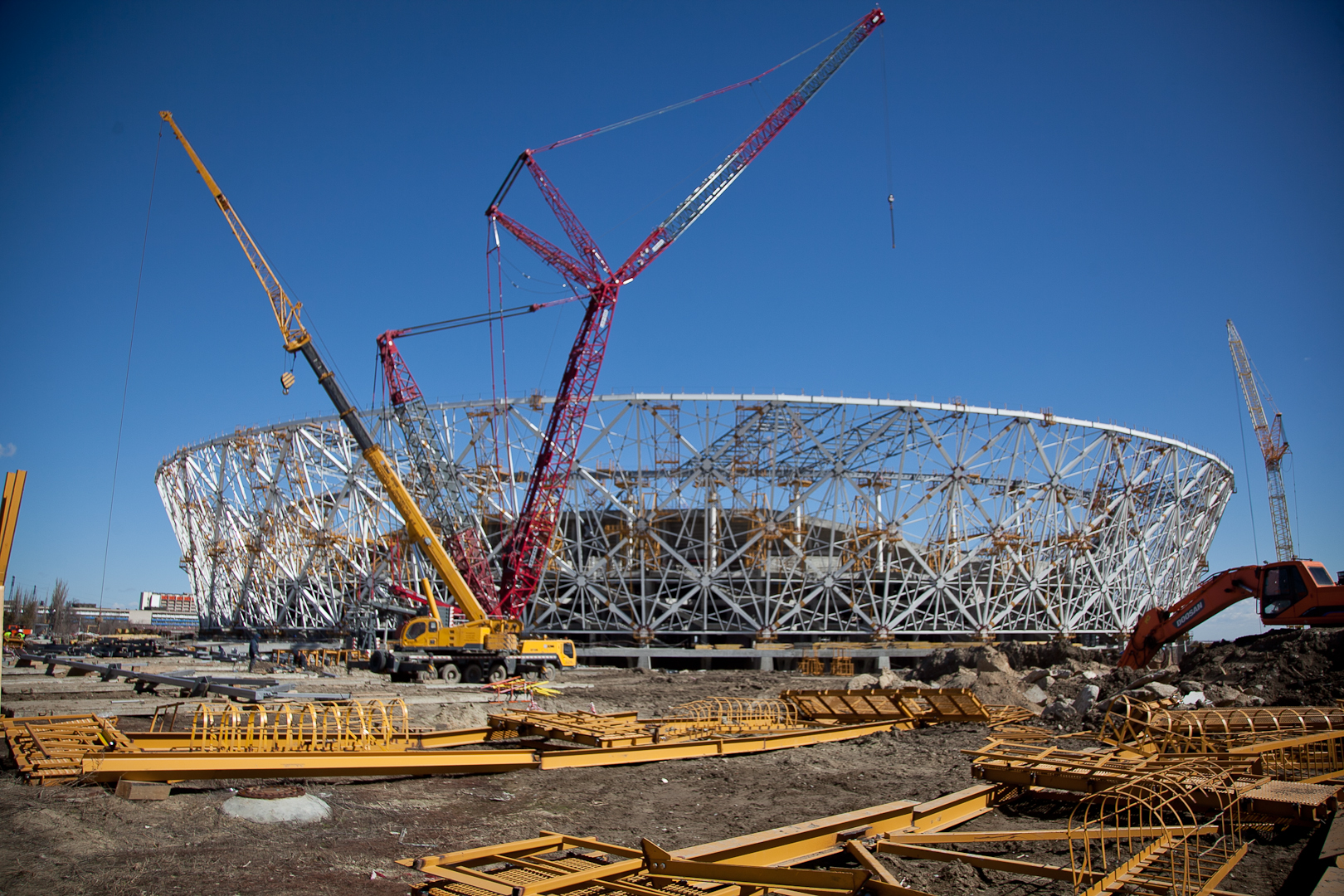

Строительство «Волгоград Арены» проводилось в несколько этапов.
В 2015 году АО «Стройтрансгаз» выполнило основные мероприятия подготовительного этапа работ, включая демонтаж и утилизацию строительных конструкций Центрального стадиона и ранее существовавших инженерных сетей. Реализована часть работ основного периода строительства — устройство котлована и фундаментной плиты. Начато возведение несущих конструкций стадиона и прокладка внутриплощадочных инженерных сетей.
В 2016 году завершено возведение монолитных конструкций стадиона и трибун общим объёмом более 120 тыс. м³ бетона. Внутри здания арены начались отделочные работы — формирование силовой плиты пола и возведение внутренних перегородок. Специалисты генподрядчика приступили к монтажу внутренних инженерных систем. Строители начали возведение комплекса отдельно стоящих зданий — входных групп, билетно-кассовых павильонов, КПП. Выполнен основной объём монтажа металлоконструкций фасада.
Окончание строительства стадиона было запланировано на декабрь 2017 года[5]. К марту 2018 года стадион всё ещё не был готов, представители ФИФА выразили надежду, что к маю он будет введён в эксплуатацию. Введение в эксплуатацию произошло 3 апреля 2018 года. Первый матч прошёл 21 апреля.
Тестовые матчи
| Тестовые матчи | Тестовые матчи  | Тестовые матчи | Тестовые матчи   | Тестовые матчи | Тестовые матчи | Тестовые матчи                     | Тестовые матчи |
| Дата           | Хозяева         | Счёт           | Гости            | П              | З              | Турнир                             |                |
| -------------- | --------------- | -------------- | ---------------- | -------------- | -------------- | ---------------------------------- | -------------- |
| 21 апреля 2018 | Ротор-Волгоград | 4:2            | Луч-Энергия      | 19 421         | 42,61 %        | матч Первенства ФНЛ                |                |
| 2 мая 2018     | Ротор-Волгоград | 0:2            | Крылья Советов   | 24 192         | 53,09 %        | матч Первенства ФНЛ                |                |
| 9 мая 2018     | Тосно           | 2:1            | Авангард (Курск) | 40 373         | 88,60 %        | Финал Кубка России по футболу 2018 |                |

## Матчичемпионата мира по футболу 2018 года
| Дата         | Команда 1         | Счёт | Команда 2 | Этап     | Посещаемость | Заполняемость |
| ------------ | ----------------- | ---- | --------- | -------- | ------------ | ------------- |
| 18 июня 2018 | Тунис             | 1:2  | Англия    | Группа G | 41 064       | 93,94 %       |
| 22 июня 2018 | Нигерия           | 2:0  | Исландия  | Группа D | 40 904       | 93,57 %       |
| 25 июня 2018 | Саудовская Аравия | 2:1  | Египет    | Группа A | 36 823       | 84,23 %       |
| 28 июня 2018 | Япония            | 0:1  | Польша    | Группа H | 42 189       | 96,51 %       |

### Безопасность
К чемпионату мира по футболу 2018 стадион был оборудован системами сигнализации и оповещения, металлодетекторами, индикаторами опасных жидкостей и взрывчатых веществ. В ходе ЧМ-2018 было организовано 30 постов круглосуточной охраны.

## Название
С начала проектирования и строительства стадион носил название «Победа». Планировалось, что после окончания чемпионата мира 2018, во время которого стадион носил название «Волгоград Арена», стадиону могло быть возвращено название «Победа». В октябре 2019 года стало известно о возможном переименовании «Волгоград Арены» в «Центральный стадион».

## Использование стадиона после чемпионата мира 2018 года
После завершения чемпионата мира по футболу арена была передана в пользование местному ФК «Ротор-Волгоград».
15 июля 2018 года ливнем смыло часть земляного склона и тротуар, в непосредственной близости от стадиона. Часть внутренних помещений оказалась залита водой. При этом организация, управляющая стадионом, заявила, что на самой арене проблем не возникло. В течение августа 2018 года были проведены работы по засыпке склона и восстановлению тротуара. После этого подрядчик заявил об устранении всех проблем с канализацией, однако в июне 2019 года склон у стадиона снова был размыт в результате дождя.
13 июля 2024 года стадион «Волгоград Арена» впервые принял матч за Суперкубок России между командами «Зенит» и «Краснодар». Матч закончился со счётом 4:2 в пользу «Зенита».